# 세라 카터
세라 카터(Sarah Carter, 1980년 10월 30일 ~ )은 캐나다의 배우이다.

## 출연 작품
- DOA